# Stipa duriuscula
Stipa duriuscula là một loài thực vật có hoa trong họ Hòa thảo. Loài này được Phil. miêu tả khoa học đầu tiên năm 1864.